# Mark Scerri
Mark Scerri (ur. 16 stycznia 1990) – maltański piłkarz grający na pozycji pomocnika. Obecnie jest zawodnikiem klubu Sliema Wanderers.

## Kariera piłkarska
Scerri od początku profesjonalnej kariery związany jest z klubem Sliema Wanderers.

## Kariera reprezentacyjna
W reprezentacji Malty zadebiutował 14 sierpnia 2013 roku w towarzyskim meczu z Azerbejdżanem. Na boisku przebywał przez całą pierwszą połowę.
| Mecze i gole w reprezentacji | Mecze i gole w reprezentacji | Mecze i gole w reprezentacji | Mecze i gole w reprezentacji | Mecze i gole w reprezentacji | Mecze i gole w reprezentacji | Mecze i gole w reprezentacji |
| #                            | Data                         | Stadion                      | Rywal                        | Wynik                        | Gol                          | Rozgrywki                    |
| 2013                         | 2013                         | 2013                         | 2013                         | 2013                         | 2013                         | 2013                         |
| ---------------------------- | ---------------------------- | ---------------------------- | ---------------------------- | ---------------------------- | ---------------------------- | ---------------------------- |
| 1.                           | 14.08.2013                   | Baku, Azerbejdżan            | Azerbejdżan                  | 0:3                          | 0                            | towarzyski                   |
| 2.                           | 19.11.2013                   | Attard, Malta                | Wyspy Owcze                  | 3:2                          | 0                            | towarzyski                   |